# Montbernard
Montbernard (okzitanisch gleichlautend) ist eine französische Gemeinde mit 211 Einwohnern (Stand 1. Januar 2022) im Département Haute-Garonne in der Region Okzitanien (vor 2016 Midi-Pyrénées). Sie gehört zum Arrondissement Saint-Gaudens und zum Kanton Cazères. Die Einwohner nennen sich Montbernardains.

## Geographie
Montbernard liegt im Nordosten des Plateaus von Lannemezan an der Save, 28 Kilometer nördlich von Saint-Gaudens. Umgeben wird Montbernard von den Nachbargemeinden Montesquieu-Guittaut im Norden, Saint-Laurent im Norden und Nordosten, Salherm im Osten, Lilhac im Osten und Südosten, Castéra-Vignoles im Südosten und Süden, Escanecrabe im Süden, Mondilhan im Südwesten und Westen sowie Péguilhan im Westen und Nordwesten.

## Bevölkerungsentwicklung
| Jahr                       | 1962 | 1968 | 1975 | 1982 | 1990 | 1999 | 2009 | 2020 |
| Einwohner                  | 380  | 318  | 267  | 251  | 230  | 214  | 212  | 215  |
| Quellen: Cassini und INSEE |      |      |      |      |      |      |      |      |

## Sehenswürdigkeiten

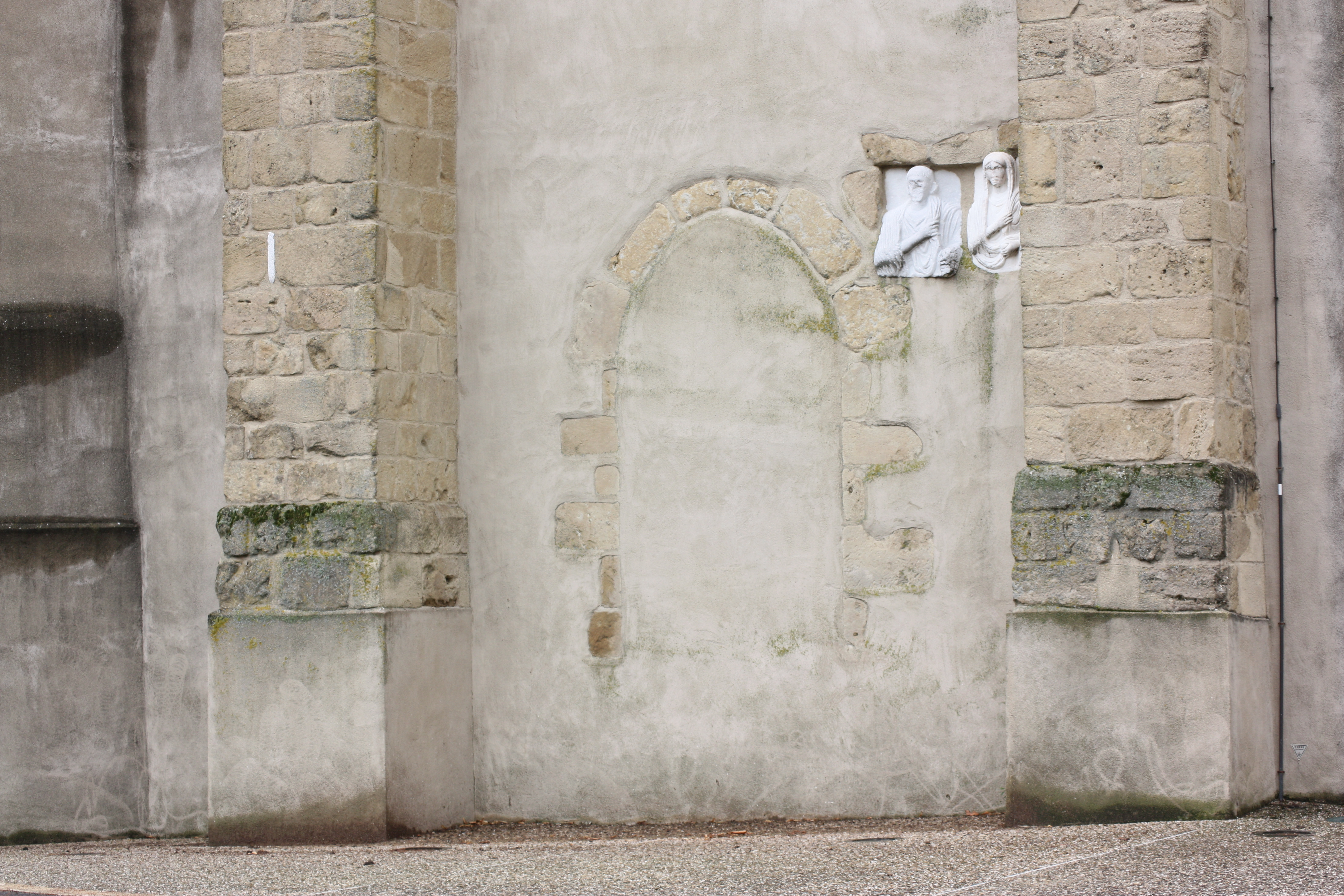
Fresken an der Kirche Saint-Bernard

- Kirche Saint-Bernard